# Ritratto d'uomo con libro
Il Ritratto d'uomo col petrarchino è un dipinto a olio su carta incollata su tela (60,2x42,5 cm) di Antonio Allegri, detto il Correggio, databile al 1522 circa e conservato nella Pinacoteca del Castello Sforzesco a Milano. 

## Storia
Il dipinto pervenne al museo nel 1945 col legato di Lydia Caprara Morando Attendolo Bolognini. Per l'alta qualità dell'opera l'attribuzione ha oscillato tra il Correggio e il Parmigianino, con una preponderanza di pareri verso il primo e una datazione riferibile alla sua prima maturità. 
Il particolare supporto deriva dal fatto che l'opera fu eseguita direttamente sul foglio su cui era stato fatto lo schizzo preparatorio, una tecnica informale che farebbe pensare a un omaggio a un amico intimo dell'artista.

## Descrizione e stile
Su uno sfondo boscoso un uomo è ritratto a mezza figura col capo chino nella lettura di un piccolo libro che tiene aperto con la destra, da alcuni visto come un libro d'ore (Longhi, 1985), da altri come una copia del Petrarchino (Muzzi). Se si trattasse effettivamente del Petrarchino allora il cerbiatto sullo sfondo potrebbe essere un riferimento ai sonetti CXC e CCCXIX del Canzoniere. L'uomo indossa un cappello nero e una veste dello stesso colore, abito della ricca borghesia dell'epoca. La luce radente colpisce il personaggio creando un'ombra del cappello sul volto, che risalta tra le chiazze del fogliame dello sfondo. L'atmosfera appare sospesa ed enigmatica, con una calma contemplativa che riecheggia Giorgione. Non si vede il cielo, alludendo forse all'impegnativa ricerca del pensiero verso Dio, perso nella propria "selva oscura".